# Burg Reichenbach (Hessen)

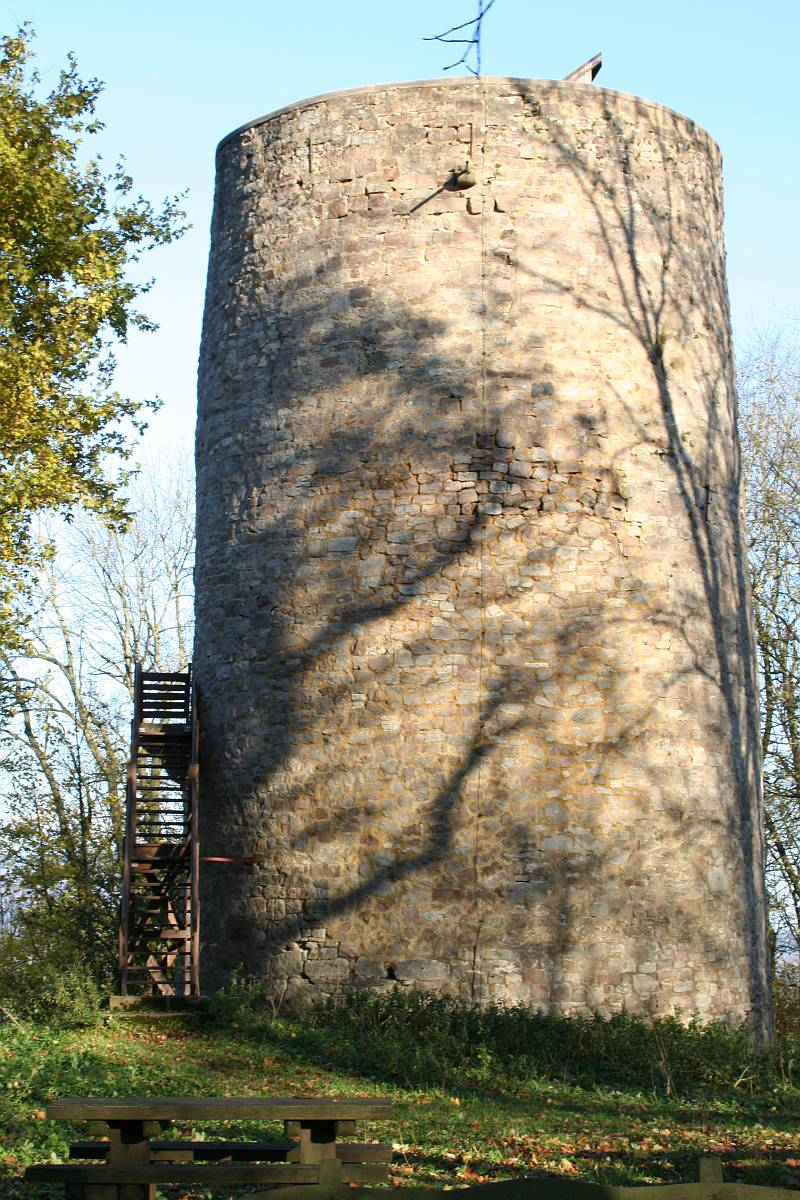
Bergfried der Ruine – vor dem Dachaufbau im Jahr 2009

Die Burg Reichenbach ist eine romanische Burgruine bei Hessisch Lichtenau im nordhessischen Werra-Meißner-Kreis (Deutschland).

## Geographische Lage
Die Burgruine befindet sich knapp 4 km südöstlich des Zentrums der Kernstadt von Hessisch Lichtenau zwischen den jeweils etwa 2 km entfernten Dörfern und zugleich Stadtteilen Reichenbach im Ostsüdosten und Retterode im Westen. Sie liegt auf dem Schlossberg (522,3 m ü. NHN), dessen Landschaft nach Nordwesten ins Lossetal, nach Nordosten ins Hollsteinetal, nach Süden ins Vockebachtal und nach Westen ins Essebachtal abfällt. Ruine und Berg liegen im Naturschutzgebiet Reichenbacher Kalkberge (CDDA-Nr. 165129), das 1996 ausgewiesen wurde und etwa 1,5 km² groß ist.

## Geschichte

### Vorgeschichte und Bau
Um 750 bis 1219 war der befestigte Berg wahrscheinlich im Besitz eines Zweiges der Grafen Gozmar, die in der Mitte des 11. Jahrhunderts dort eine Burg anlegten und sich ab 1089 Grafen von Reichenbach nannten (siehe auch Stammliste des hessischen Adelsgeschlechts Reichenbach). Die Vorfahren dieses Geschlechts sollen bereits zur Zeit der fränkischen Eroberung des Gebiets, unter Pippin dem Jüngeren, als Grafen auf der Vorgängerburg eingesetzt worden sein. Die erste gesicherte Beurkundung bezieht sich allerdings auf Graf Gozmar II. von Reichenbach, der von 1117 bis 1139 Hochvogt der Abtei Fulda war. Mitglieder der Familie Reichenbach bzw. später Ziegenhain hatten dieses Amt bis 1279 inne.

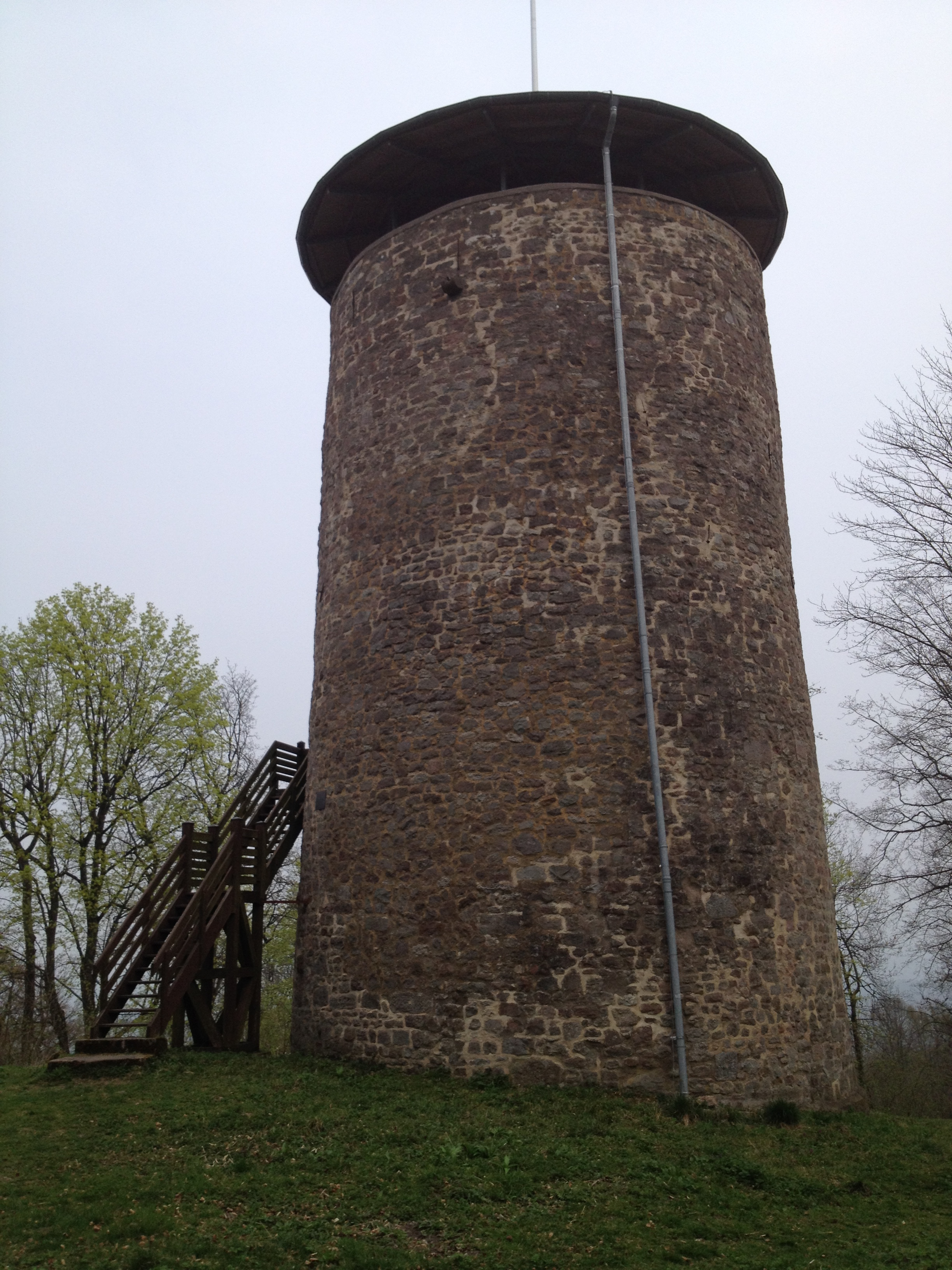
Bergfried der Ruine – nach dem Dachaufbau im Jahre 2009

Die Grafen gründeten im 11. Jahrhundert das Nonnenkloster Reichenbach, das jedoch nicht lange existierte. Auf einem Fürstentag in Nordhausen im August 1207 schenkten Graf Heinrich III. von Reichenbach und die Vertreter aller anderen Zweige des Geschlechts Reichenbach-Wegebach-Ziegenhain die Klosteranlage und den gesamten dazugehörigen Besitz gemeinsam dem Deutschen Orden, der damit seine erste Niederlassung in Deutschland erwarb.

### Streitobjekt zwischen Thüringen, Mainz und Hessen
Die Heirat 1185 von Friedrich, einem Sohn des Ludowinger Landgrafen Ludwig II. von Thüringen, mit der Erbtochter Luitgard (auch Lukardis genannt) des Grafen Gozmar III. von Ziegenhain-Reichenbach bedeutete eine wesentliche Ausdehnung des Ludowinger Machteinflusses in Hessen und brachte die Burg Reichenbach in den Besitz der Ludowinger. Erzbischof Konrad I. von Mainz, der diesen landgräflichen Machtzuwachs nicht begrüßte, kaufte 1189/90 die Hälfte der Burg.
Da die Burg im hessisch-thüringischen Grenzraum lag, war sie aus strategischen Gründen wiederholt Ziel von Auseinandersetzungen. Um 1220 eroberte nach Erbstreitigkeiten Landgraf Ludwig III. von Thüringen nach längerer Belagerung die Burg. 1225 belagerte Konrad von Thüringen, Bruder des Landgrafen und Graf von Hessen, die Burg. 1233 kam sie dann vertragsmäßig in seinen Besitz. 1249, im Thüringisch-Hessischen Erbfolgekrieg, eroberten die Truppen von Sophie von Brabant die Burg für ihren Sohn Heinrich I., den späteren ersten Landgrafen von Hessen.

### Hessisches Jagdschloss und Amt
Die Burg blieb danach hessisch, wurde jedoch mehrfach verpfändet und wieder eingelöst -- so zunächst von Sophie von Brabant an Thilo von Elben und Eckhard von Kappel, dann 1330 und 1350 an den Deutschen Orden, und schließlich 1403 noch einmal an die Herren von Hanstein. Zumindest seit 1315 ist das landgräflich-hessische Amt Reichenbach beurkundet. In dieser Zeit wurde die Burg von den Landgrafen als Jagdschloss genutzt.
1376 bis 1380 nutzte Landgraf Hermann III. von Hessen die Burg im Sternerkrieg gegen die Koalition des Erzbischofs Adolf I. von Mainz, des Abts Berthold II. von Hersfeld, des Herzogs Otto I. von Braunschweig-Göttingen und des Landgrafen Balthasar von Thüringen.
Am 4. November 1471 verstarb Landgraf Ludwig II. von Hessen unerwartet plötzlich auf der Burg, vermutlich durch eine Vergiftung.

### Verfall
Bis 1490, als der Sitz des Amtes Reichenbach nach Lichtenau verlegt und dort ein landgräflicher Hof angelegt wurde, war die Burg bewohnt; danach wurden die Gebäude bis 1540 als Zehntscheune genutzt. Landgraf Philipp I. war der letzte Fürst, der noch einmal auf der Burg weilte. Um 1550 wurde sie auf Befehl Kaiser Karls V. nach dem Schmalkaldischen Krieg zerstört. Allerdings sind die beiden Türme noch 1697 als unversehrt erwähnt. Im 17. Jahrhundert bildete Daniel Meisner die Burg Reichenbach im „Politischen Schatzkästlein“ ab. Danach begann der Verfall, beschleunigt durch die Bewohner benachbarter Dörfer, denen die Ruine als Steinbruch diente. Am 12. Dezember 1820 stürzte der Südostturm ein.

### Sanierung und heutige Nutzung
Der Bergfried wurde 1899 bis 1901 als Aussichtsturm ausgebaut und am 21. Juli 1901 als solcher eingeweiht, mit Bewirtschaftung an Sonn- und Feiertagen. 1934/35 wurde der Bergfried noch einmal saniert und die Zinnen wurden zugemauert. Der Denkmalpfleger Gottfried Ganßauge grub die Burg aus. 1948 wurden schwere Schäden am Mauerwerk entdeckt und 1955/56 große Frostschäden. Der Turm wurde gesperrt, aber am 26. Oktober 1958 wieder eröffnet. Am 9. Mai 1966 wurde der „Burgverein Reichenbach“ gegründet, der sich seither um den Erhalt der Anlage bemüht. 1977 bis 1980 wurde der Turm wiederum instand gesetzt. Am 22. Juni 1986 erfolgte die Wiedereröffnung des Bergfrieds anlässlich des Reichenbacher Heimatfestes. Am 15. Juni 1988 wurde ein großes Burgfest anlässlich des zwanzigjährigen Bestehens des Burgvereins gefeiert. Am 8. August 2004 wurde die neue Außentreppe eingeweiht.
Neben dem Bergfried, der als Aussichtsturm dient, sind heutzutage noch Reste der Schildmauer sowie ein kleiner und großer Halsgraben erhalten.

## Aussichtsmöglichkeit

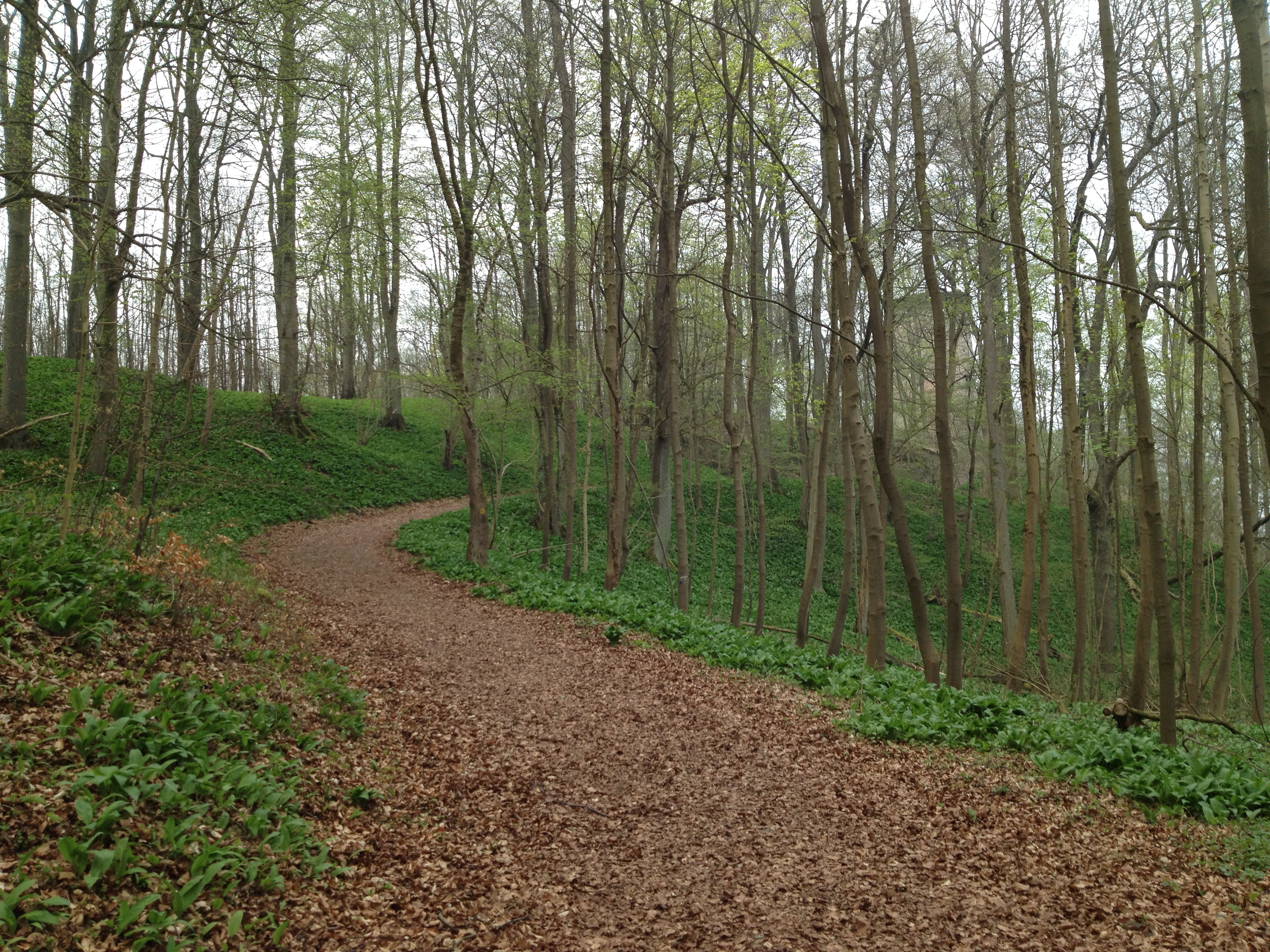
Aufstieg über den Grimmsteig hinauf zum Bergfried

Vom als Aussichtsturm dienenden Bergfried, der in der kalten Jahreszeit geschlossen ist, fällt der Blick unter anderem über das nordwestliche Lossetal zum Kaufunger Wald (643,4 m), über die nordöstlichen Täler von Hollsteine und Wehre zum Hohen Meißner (753,6 m), nach Südosten über das Vockebachtal zum Eisberg (583 m) im Stölzinger Gebirge und nach Westen über das Essebachtal zum Himmelsberg (563,7 m; Günsteröder Höhe) im Melsunger Bergland.